# Muklassa
Muklassa, també coneguda com a Amooklasah Town, és el jaciment d'una antiga vila alt Creek a l'actual comtat de Montgomery (Alabama). El jaciment cobreix 52 acres (21 hectàrees) i ha estat inclòs en el Registre Nacional de Llocs Històrics el 28 d'agost de 1973.